# Vihaan kyllästynyt
Vihaan kyllästynyt (in finlandese: "stufo dell'odio") è il secondo singolo della band rock finlandese Haloo Helsinki! tratto dal quinto album di studio Kiitos ei ole kirosana, pubblicato il 2 ottobre 2014 dalla Ratas Music Group.
Il brano ha raggiunto la prima posizione nella classifica dei singoli più trasmessi in radio.

## Video
Il video musicale è stato pubblicato sull'account di VEVO il 2 ottobre 2014 ed è stato girato da Sami Joensuu in Bulgaria, presso Buzludža, in un edificio abbandonato di una vecchia sede di partito, dove è stata scattata la foto per la copertina dell'album. Per poter accedere alla struttura, che è chiusa al pubblico in quanto pericolante, e poter girare il videoclip è stato richiesto un particolare permesso.

## Tracce
1. Vihaan kyllästynyt – 4:45 (testo: Elli Haloo – musica: Leo Hakanen)

## Classifiche
| Classifica (2015)    | Posizione |
| -------------------- | --------- |
| Finlandia            | 10        |
| Finlandia (digitale) | 17        |
| Finlandia (radio)    | 1         |